# 정영호 (역사가)
정영호(鄭永鎬, 1934년 11월 3일~ 2017년 4월 7일)는 대한민국의 역사가이다.
단국대학교 석좌교수 및 석주선기념박물관 관장, 한국미술사학회 회장직을 지냈다.